# 三上ちさこ
三上 ちさこ（みかみ ちさこ、8月14日 - ）は、日本の女性シンガーソングライター。ロックバンドfra-foaのボーカルを務めていた（その頃は三上ちさ子表記）。山形県東村山郡山辺町出身。

## 概要
1998年、仙台にてfra-foa（フラホア）結成。
2000年、マキシ・シングル「月と砂漠」でfra-foaとしてメジャーデビュー。
2003年、バンドが活動休止。
2004年2月に行ったソロ・ライブを皮切りに音楽活動を再開し、10月発売の1stシングル「ファンダメンタル/Viva la Revolucion」と11月発売の1stアルバム『わたしはあなたの宇宙』でソロアーティスト三上ちさことして本格的にソロ活動を開始。
2005年5月、fra-foaが解散し、ソロとして活動を始める。同年10月、ソロ2ndアルバム『Here』をリリース。2枚のアルバムをリリース後、メジャーレーベルを離れる。
2012年、自主レーベルより7年ぶりの音源となる4曲入りミニ・アルバム『tribute to…』をリリース。
2017年12月3日、新津由衣と共同企画イベント「月と太陽-透明な交差点- vol.1」を開催。上田健司（B）、松原"マツキチ"寛（Dr）、akkin（G）、秦千香子（Key）というバンド編成で2年半ぶりのライブに臨んだ。
2018年、SEKAI NO OWARI、ゆず、でんぱ組.incらの楽曲を手がける音楽プロデューサー・CHRYSANTHEMUM BRIDGEが立ち上げるレーベルから13年振りとなるフルアルバム「I AM Ready! 」をリリース。
2019年、LIGHT盤とSHADOW盤という2枚のシングルをリリースすることを発表し、「re:life/ユートピア（LIGHT盤）」と「ヌード/sNow letteR（SHADOW盤）」をリリース。
この2作品の合間には、初の配信限定シングル「TRAJECTORY-キセキ-」をリリース。
2020年、公式のyoutubeチャンネルで5月に2daysライブ（fra-foa day/ソロday）を行うことを発表した。

## ディスコグラフィー

### 配信限定シングル
| 発売日        | タイトル                 |
| ------------- | ------------------------ |
| 2019年7月17日 | TRAJECTORY -キセキ-      |
| 2020年7月15日 | Red Burn                 |
| 2021年2月24日 | Junction                 |
| 2021年3月31日 | Over The Pain            |
| 2021年8月24日 | HERO                     |
| 2022年7月6日  | レプリカント(絶滅危惧種) |

### アルバム
|     | 発売日         | タイトル                    | 規格   | 規格品番              |
| --- | -------------- | --------------------------- | ------ | --------------------- |
| 1st | 2004年11月17日 | わたしはあなたの宇宙        | CD     | POCE-3507             |
| 1st | 2005年06月29日 | わたしはあなたの宇宙/破壊編 | CD+DVD | YMCC-1011             |
| 2nd | 2005年10月19日 | Here                        | CD     | POCE-3518             |
| 3rd | 2018年11月28日 | I AM Ready!                 | CD     | SSSA-1002             |
| 4th | 2020年10月7日  | Emergence                   | CD     | SSSA-1011A SSSA-1011B |

### DVD
|     | 発売日         | タイトル                        | 規格品番  |
| --- | -------------- | ------------------------------- | --------- |
| 1st | 2004年11月17日 | CHISAKO TV “Viva La Revolucion” | POBE-3503 |
| 2nd | 2005年10月19日 | Chisako TV II                   | POBE-3506 |
| 3rd | 2006年2月15日  | Here 05                         | POBE-3507 |

## ミュージックビデオ
| 監督            | 曲名                                                |
| ADAPTER + KENEK | 「相対形」                                          |
| HATIVISION      | 「3 set」「Viva la Revolucion」「ファンダメンタル」 |

## メディア出演

### ラジオ
- Emergence 〜夜だし、いいよね〜（2020年4月2日 - 9月24日、FMヨコハマ）
- 三上ちさこのJust Chilling（2022年4月2日 - 、interfm）

## 関連人物
- 保本真吾（CHRYSANTHEMUM BRIDGE）
- イズタニタカヒロ
- 中村公輔